# Deutz F1L 612/4
Der Deutz F1L 612/4 ist ein Schlepper, den Klöckner-Humboldt-Deutz von 1953 bis 1958 herstellte. Mit diesem Modell baute Deutz seine Schlepper-Programm weiter aus und konnte neben dem Deutz F1L 514/51 noch einen weiteren Schlepper im unteren Leistungssegment anbieten. Die Typenbezeichnung nennt die wesentlichen Motorkenndaten: Fahrzeugmotor mit 1-Zylinder und Lüftkühlung der Baureihe 6 mit einem Kolbenhub von 12 cm. Hinter dem Schrägstrich wird die eigentliche Modellnummer angegeben.
Der Einzylinder-Dieselmotor mit 763 cm³ Hubraum leistet 11 PS und wird mit Luft gekühlt. Das Getriebe stammt von Deutz und befindet sich hinter der Hinterachse. Es hat sechs Vorwärtsgänge sowie drei Rückwärtsgänge. Die Kunden konnten zwischen einer Variante mit 1800 mm Radstand und einer mit 1650 mm wählen. Letztere war für Grünlandbetriebe gedacht. Ab 1955 konnte der F1L 612/4 auch als Plantagenversion mit 1100 mm Außenbreite bestellt werden.